# 이승후
이승후(1989년 5월 20일~)는 대한민국의 리그 오브 레전드 프로게임단 지도자로 OK저축은행 브리온의 2군 코치를 맡고 있다.

## 지도자 생활
2016년 1월, 완유의 코치로 부임했다.
2018년 2월, KSV e스포츠의 코치로 부임했다.
2019년 7월, XTEN e스포츠의 코치로 부임했다.
2021시즌을 앞두고 브리온의 코치로 부임했다.